# Lijst van nummer 1-hits in de UK Singles Chart in 1995
Deze hits stonden in 1995 op nummer 1 in de UK Singles Chart:
| Datum        | Artiest                                           | Titel                                                                     |
| ------------ | ------------------------------------------------- | ------------------------------------------------------------------------- |
| 7 januari    | East 17                                           | Stay another day                                                          |
| 14 januari   | Rednex                                            | Cotton Eye Joe                                                            |
| 21 januari   | Rednex                                            | Cotton Eye Joe                                                            |
| 28 januari   | Rednex                                            | Cotton Eye Joe                                                            |
| 4 februari   | Céline Dion                                       | Think twice                                                               |
| 11 februari  | Céline Dion                                       | Think twice                                                               |
| 18 februari  | Céline Dion                                       | Think twice                                                               |
| 25 februari  | Céline Dion                                       | Think twice                                                               |
| 4 maart      | Céline Dion                                       | Think twice                                                               |
| 11 maart     | Céline Dion                                       | Think twice                                                               |
| 18 maart     | Céline Dion                                       | Think twice                                                               |
| 25 maart     | Cher, Chrissie Hynde, Neneh Cherry & Eric Clapton | Love can build a bridge                                                   |
| 1 april      | The Outhere Brothers                              | Don't stop (Wiggle wiggle)                                                |
| 8 april      | Take That                                         | Back for good                                                             |
| 15 april     | Take That                                         | Back for good                                                             |
| 22 april     | Take That                                         | Back for good                                                             |
| 29 april     | Take That                                         | Back for good                                                             |
| 6 mei        | Oasis                                             | Some might say                                                            |
| 13 mei       | Livin' Joy                                        | Dreamer (Re-mix)                                                          |
| 20 mei       | Robson Green & Jerome Flynn                       | Unchained melody / (There'll be bluebirds over) The white cliffs of Dover |
| 27 mei       | Robson Green & Jerome Flynn                       | Unchained melody / (There'll be bluebirds over) The white cliffs of Dover |
| 3 juni       | Robson Green & Jerome Flynn                       | Unchained melody / (There'll be bluebirds over) The white cliffs of Dover |
| 10 juni      | Robson Green & Jerome Flynn                       | Unchained melody / (There'll be bluebirds over) The white cliffs of Dover |
| 17 juni      | Robson Green & Jerome Flynn                       | Unchained melody / (There'll be bluebirds over) The white cliffs of Dover |
| 24 juni      | Robson Green & Jerome Flynn                       | Unchained melody / (There'll be bluebirds over) The white cliffs of Dover |
| 1 juli       | Robson Green & Jerome Flynn                       | Unchained melody / (There'll be bluebirds over) The white cliffs of Dover |
| 8 juli       | The Outhere Brothers                              | Boom boom boom                                                            |
| 15 juli      | The Outhere Brothers                              | Boom boom boom                                                            |
| 22 juli      | The Outhere Brothers                              | Boom boom boom                                                            |
| 29 juli      | The Outhere Brothers                              | Boom boom boom                                                            |
| 5 augustus   | Take That                                         | Never forget                                                              |
| 12 augustus  | Take That                                         | Never forget                                                              |
| 19 augustus  | Take That                                         | Never forget                                                              |
| 26 augustus  | Blur                                              | Country house                                                             |
| 2 september  | Blur                                              | Country house                                                             |
| 9 september  | Michael Jackson                                   | You are not alone                                                         |
| 16 september | Michael Jackson                                   | You are not alone                                                         |
| 23 september | Shaggy                                            | Boombastic                                                                |
| 30 september | Simply Red                                        | Fairground                                                                |
| 7 oktober    | Simply Red                                        | Fairground                                                                |
| 14 oktober   | Simply Red                                        | Fairground                                                                |
| 21 oktober   | Simply Red                                        | Fairground                                                                |
| 28 oktober   | Coolio & LV                                       | Gangsta's paradise                                                        |
| 4 november   | Coolio & LV                                       | Gangsta's paradise                                                        |
| 11 november  | Robson & Jerome                                   | I believe / Up on the roof                                                |
| 18 november  | Robson & Jerome                                   | I believe / Up on the roof                                                |
| 25 november  | Robson & Jerome                                   | I believe / Up on the roof                                                |
| 2 december   | Robson & Jerome                                   | I believe / Up on the roof                                                |
| 9 december   | Michael Jackson                                   | Earth song                                                                |
| 16 december  | Michael Jackson                                   | Earth song                                                                |
| 23 december  | Michael Jackson                                   | Earth song                                                                |
| 30 december  | Michael Jackson                                   | Earth song                                                                |

1952 ·
1953 ·
1954 ·
1955 ·
1956 ·
1957 ·
1958 ·
1959 ·
1960 ·
1961 ·
1962 ·
1963 ·
1964 ·
1965 ·
1966 ·
1967 ·
1968 ·
1969 ·
1970 ·
1971 ·
1972 ·
1973 ·
1974 ·
1975 ·
1976 ·
1977 ·
1978 ·
1979 ·
1980 ·
1981 ·
1982 ·
1983 ·
1984 ·
1985 ·
1986 ·
1987 ·
1988 ·
1989 ·
1990 ·
1991 ·
1992 ·
1993 ·
1994 ·
1995 ·
1996 ·
1997 ·
1998 ·
1999 ·
2000 ·
2001 ·
2002 ·
2003 ·
2004 ·
2005 ·
2006 ·
2007 ·
2008 ·
2009 ·
2010 ·
2011 ·
2012 ·
2013 ·
2014 ·
2015 ·
2016 ·
2017 ·
2018 ·
2019 ·
2020 ·
2021
- Nederland (Top 40)
- Nederland (Single Top 100)
- Vlaanderen (Radio 2 Top 30)
- Vlaanderen (Ultratop 50)
- Wallonië
- Australië
- Denemarken
- Duitsland
- Frankrijk
- Italië
- Noorwegen
- Verenigd Koninkrijk
- Verenigde Staten (Hot 100)